# Melvin Frank
Melvin Frank (ur. 13 sierpnia 1913 w Chicago, zm. 13 października 1988 w Los Angeles) – amerykański scenarzysta, reżyser i producent filmowy pochodzenia żydowskiego. 
Znany był ze ścisłej współpracy z Normanem Panamą, z którym na wiele lat stworzyli stały reżysersko-scenariopisarski tandem. Pracowali razem m.in. przy filmach Białe Boże Narodzenie (1954) i Nadworny błazen (1955). 
Później Frank zdobył uznanie jako samodzielny reżyser, dzięki takim obrazom jak m.in. Dziwni towarzysze łoża (1965), Dobranoc, signora Campbell (1968), nagrodzona Oscarem dla najlepszej aktorki Miłość w godzinach nadliczbowych (1973), Więzień Drugiej Alei (1975) czy Księżna i Błotny Lis (1976).
Frank był pięciokrotnie nominowany do Oscara: cztery razy za najlepszy scenariusz i raz jako producent Miłości w godzinach nadliczbowych, nominowanej za najlepszy film roku. Ten ostatni tytuł przyniósł mu także Srebrną Muszlę na MFF w San Sebastián.